# Wybory parlamentarne w Kazachstanie w 2016 roku
Wybory parlamentarne w Kazachstanie w 2016 roku – odbyły się w Kazachstanie 20 marca 2016 roku.

## Przyczyny
Mażylis przegłosował samorozwiązanie 13 stycznia 2016 roku. Wnioskodawcy samorozwiązania jako powód wskazywali przede wszystkim kryzys gospodarczy wynikający z niskich cen ropy. Prezydent Nursułtan Nazarbajew rozwiązał parlament 20 stycznia i tego samego dnia ustanowił datę nowych wyborów na 20 marca 2016 roku. Kadencja ówczesnego mażylisu miała się zakończyć jesienią 2016.

## System wyborczy

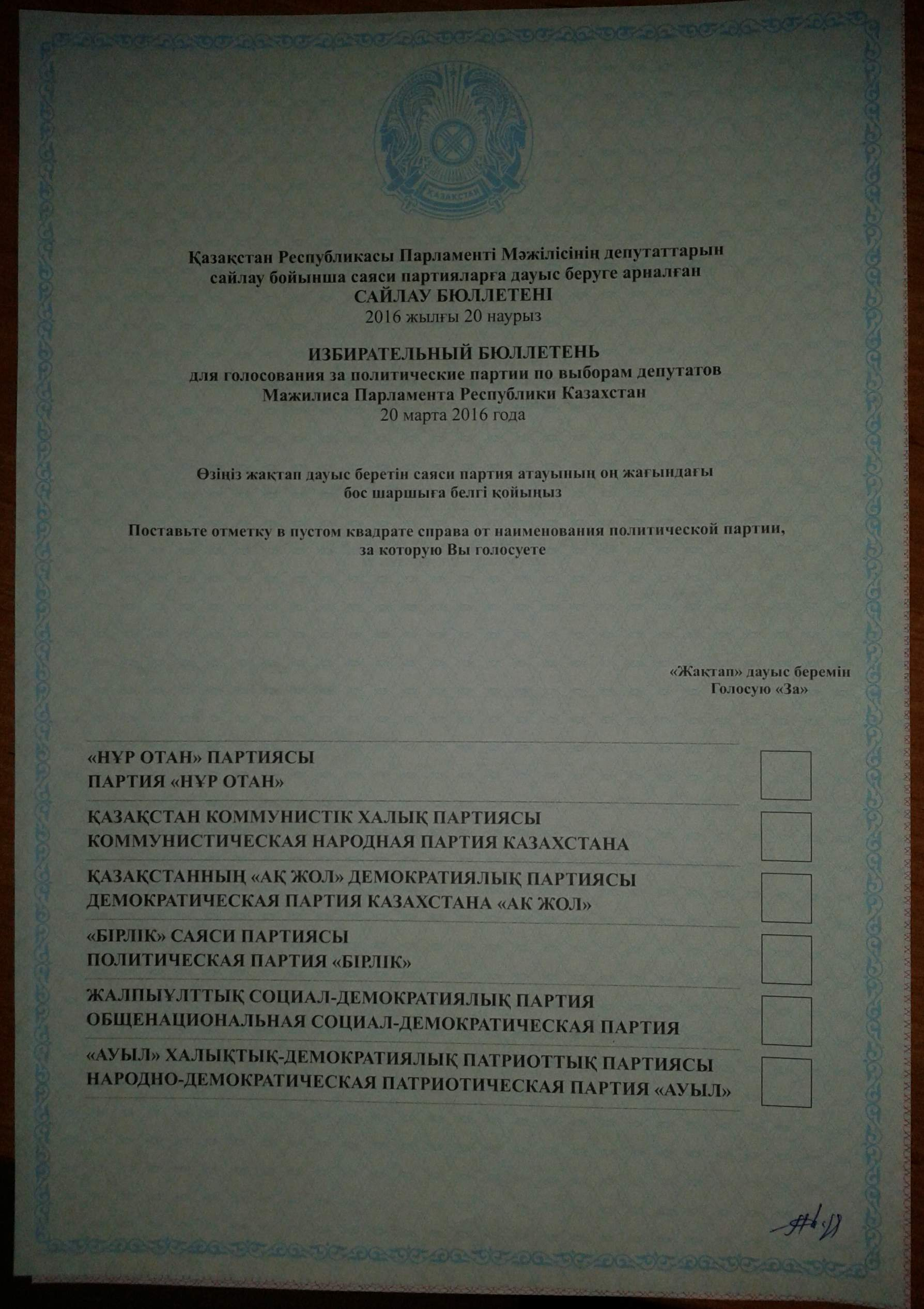
Karta wyborcza w wyborach parlamentarnych w Kazachstanie w 2016 roku

98 członków Mażylisu zostało wybranych w wyborach bezpośrednich. Obowiązywała ordynacja proporcjonalna, 7% próg i tylko jedna lista wyborcza na cały kraj. Głosy przeliczono na miejsca zgodnie z metodą Hare’a-Niemeyera. Gdyby dwie partie polityczne, które zdobyły najwyższy wynik w wyborach otrzymały w przeliczeniu tyle samo miejsc, jedno miejsce więcej przypadłoby tej partii, która pierwsza zarejestrowała swój komitet. Gdyby tylko jedna partia przekroczyła próg wyborczy, to partia z drugim najlepszym wynikiem musiałaby otrzymać przynajmniej dwa miejsca. Gdyby jakaś partia zdobyła więcej miejsc, niż wystawiła kandydatów, wówczas pozostałe miejsca pozostają puste aż do następnych wyborów. Głosować mogli tylko obywatele Kazachstanu, którzy ukończyli 18 lat, niearesztowane i niewinne korupcji.
9 członków Mażylisu wybrało Zgromadzenie narodu Kazachstanu, organ obsadzany przez prezydenta.

## Wyniki

### Ogólnokrajowe
| Partia                                        | Głosy     | %         | Miejsca   | Zmiana      |
| --------------------------------------------- | --------- | --------- | --------- | ----------- |
| Nur Otan                                      | 6 183 757 | 82,20     | 84        | 1           |
| Demokratyczna Partia Kazachstanu Ak Żoł       | 540 406   | 7,18      | 7         | 1           |
| Komunistyczna Ludowa Partia Kazachstanu       | 537 123   | 7,14      | 7         | 0           |
| Ludowo-Demokratyczna Partia Patriotyczna Auył | 151 285   | 2,01      | 0         | 0           |
| Ogólnonarodowa Partia Socjaldemokratyczna     | 88 813    | 1,18      | 0         | 0           |
| Birlik                                        | 21 484    | 0,29      | 0         | Nowa partia |
| Razem                                         | 7 566 150 | 100       | 98        | 0           |
| Głosy nieważne                                | 43 282    | 43 282    | 43 282    | 43 282      |
| Zarejestrowani wyborcy                        | 9 810 852 | 9 810 852 | 9 810 852 | 9 810 852   |
| Frekwencja                                    | 77,12%    | 77,12%    | 77,12%    | 77,12%      |
| Źródło: Centralna Komisj Wyborcza             |           |           |           |             |

Pozostałych członków wybrało Zgromadzenie narodu Kazachstanu. Byli to: Sauytbek Abdrahmov, Vladimir Bozhko, Natalya Zhumadildayeva, Roman Kim, Narine Mikaelyan, Ahmet Muradov, Shaimardan Nurumov, Yury Tymochenko i Shakir Khakhazov.

### Regionalne

#### Obwód akmolski
| Partia                                        | Głosy   | %     |
| --------------------------------------------- | ------- | ----- |
| Nur Otan                                      | 311 788 | 82,52 |
| Demokratyczna Partia Kazachstanu Ak Żoł       | 24 604  | 6,51  |
| Komunistyczna Ludowa Partia Kazachstanu       | 28 489  | 7,54  |
| Ludowo-Demokratyczna Partia Patriotyczna Auył | 11 335  | 3,00  |
| Ogólnonarodowa Partia Socjaldemokratyczna     | 1 327   | 0,35  |
| Birlik                                        | 303     | 0,08  |
| Źródło: Centralna Komisja Wyborcza            |         |       |

#### Obwód aktobski
| Partia                                        | Głosy   | %     |
| --------------------------------------------- | ------- | ----- |
| Nur Otan                                      | 318 205 | 83,63 |
| Demokratyczna Partia Kazachstanu Ak Żoł       | 31 577  | 8,30  |
| Komunistyczna Ludowa Partia Kazachstanu       | 25 671  | 6,77  |
| Ludowo-Demokratyczna Partia Patriotyczna Auył | 11 335  | 3,00  |
| Ogólnonarodowa Partia Socjaldemokratyczna     | 2 004   | 0,53  |
| Birlik                                        | 855     | 0,23  |
| Źródło: Centralna Komisj Wyborcza             |         |       |

#### Obwód ałmacki
| Partia                                        | Głosy   | %     |
| --------------------------------------------- | ------- | ----- |
| Nur Otan                                      | 789 394 | 84,78 |
| Demokratyczna Partia Kazachstanu Ak Żoł       | 60 112  | 6,46  |
| Komunistyczna Ludowa Partia Kazachstanu       | 57 784  | 6,21  |
| Ludowo-Demokratyczna Partia Patriotyczna Auył | 11 335  | 3,00  |
| Ogólnonarodowa Partia Socjaldemokratyczna     | 1 025   | 0,11  |
| Birlik                                        | 600     | 0,06  |
| Źródło: Centralna Komisj Wyborcza             |         |       |

#### Obwód atyrauski
| Partia                                        | Głosy   | %     |
| --------------------------------------------- | ------- | ----- |
| Nur Otan                                      | 214 792 | 84,74 |
| Demokratyczna Partia Kazachstanu Ak Żoł       | 18 372  | 7,25  |
| Komunistyczna Ludowa Partia Kazachstanu       | 17 840  | 7,04  |
| Ludowo-Demokratyczna Partia Patriotyczna Auył | 453     | 0,18  |
| Ogólnonarodowa Partia Socjaldemokratyczna     | 736     | 0,29  |
| Birlik                                        | 1 265   | 0,06  |
| Źródło: Centralna Komisj Wyborcza             |         |       |

#### Obwód wschodniokazachstański
| Partia                                        | Głosy   | %     |
| --------------------------------------------- | ------- | ----- |
| Nur Otan                                      | 585 331 | 82,17 |
| Demokratyczna Partia Kazachstanu Ak Żoł       | 51 524  | 7,23  |
| Komunistyczna Ludowa Partia Kazachstanu       | 60 649  | 8,51  |
| Ludowo-Demokratyczna Partia Patriotyczna Auył | 8 209   | 1,15  |
| Ogólnonarodowa Partia Socjaldemokratyczna     | 4 595   | 0,65  |
| Birlik                                        | 2 075   | 0,29  |
| Źródło: Centralna Komisj Wyborcza             |         |       |

#### Obwód żambylski
| Partia                                        | Głosy   | %     |
| --------------------------------------------- | ------- | ----- |
| Nur Otan                                      | 346 338 | 80,32 |
| Demokratyczna Partia Kazachstanu Ak Żoł       | 33 994  | 7,88  |
| Komunistyczna Ludowa Partia Kazachstanu       | 36 996  | 8,58  |
| Ludowo-Demokratyczna Partia Patriotyczna Auył | 6 840   | 1,59  |
| Ogólnonarodowa Partia Socjaldemokratyczna     | 4 659   | 1,08  |
| Birlik                                        | 2 384   | 0,55  |
| Źródło: Centralna Komisj Wyborcza             |         |       |

#### Obwód zachodniokazachstański
| Partia                                        | Głosy   | %     |
| --------------------------------------------- | ------- | ----- |
| Nur Otan                                      | 258 809 | 82,68 |
| Demokratyczna Partia Kazachstanu Ak Żoł       | 24 145  | 7,71  |
| Komunistyczna Ludowa Partia Kazachstanu       | 16 992  | 5,41  |
| Ludowo-Demokratyczna Partia Patriotyczna Auył | 6 199   | 1,98  |
| Ogólnonarodowa Partia Socjaldemokratyczna     | 4 160   | 1,33  |
| Birlik                                        | 2 781   | 0,89  |
| Źródło: Centralna Komisj Wyborcza             |         |       |

#### Obwód karagandyjski
| Partia                                        | Głosy   | %     |
| --------------------------------------------- | ------- | ----- |
| Nur Otan                                      | 548 864 | 83,20 |
| Demokratyczna Partia Kazachstanu Ak Żoł       | 50 599  | 7,67  |
| Komunistyczna Ludowa Partia Kazachstanu       | 50 071  | 7,59  |
| Ludowo-Demokratyczna Partia Patriotyczna Auył | 8 642   | 1,31  |
| Ogólnonarodowa Partia Socjaldemokratyczna     | 1 188   | 0,18  |
| Birlik                                        | 330     | 0,05  |
| Źródło: Centralna Komisj Wyborcza             |         |       |

#### Obwód kustanajski
| Partia                                        | Głosy   | %     |
| --------------------------------------------- | ------- | ----- |
| Nur Otan                                      | 379 250 | 81,59 |
| Demokratyczna Partia Kazachstanu Ak Żoł       | 34 802  | 7,49  |
| Komunistyczna Ludowa Partia Kazachstanu       | 38 831  | 8,35  |
| Ludowo-Demokratyczna Partia Patriotyczna Auył | 9 522   | 2,05  |
| Ogólnonarodowa Partia Socjaldemokratyczna     | 1 858   | 0,40  |
| Birlik                                        | 560     | 0,12  |
| Źródło: Centralna Komisj Wyborcza             |         |       |

#### Obwód kyzyłordyński
| Partia                                        | Głosy   | %     |
| --------------------------------------------- | ------- | ----- |
| Nur Otan                                      | 273 870 | 81,41 |
| Demokratyczna Partia Kazachstanu Ak Żoł       | 24 093  | 7,25  |
| Komunistyczna Ludowa Partia Kazachstanu       | 20 406  | 6,14  |
| Ludowo-Demokratyczna Partia Patriotyczna Auył | 8 537   | 2,57  |
| Ogólnonarodowa Partia Socjaldemokratyczna     | 4 586   | 1,38  |
| Birlik                                        | 831     | 0,25  |
| Źródło: Centralna Komisj Wyborcza             |         |       |

#### Obwód mangystauski
| Partia                                        | Głosy   | %     |
| --------------------------------------------- | ------- | ----- |
| Nur Otan                                      | 197 246 | 82,07 |
| Demokratyczna Partia Kazachstanu Ak Żoł       | 15 287  | 6,36  |
| Komunistyczna Ludowa Partia Kazachstanu       | 14 445  | 6,01  |
| Ludowo-Demokratyczna Partia Patriotyczna Auył | 9 349   | 3,89  |
| Ogólnonarodowa Partia Socjaldemokratyczna     | 2 763   | 1,15  |
| Birlik                                        | 1 249   | 0,52  |
| Źródło: Centralna Komisj Wyborcza             |         |       |

#### Obwód pawłodarski
| Partia                                        | Głosy   | %     |
| --------------------------------------------- | ------- | ----- |
| Nur Otan                                      | 271 961 | 81,72 |
| Demokratyczna Partia Kazachstanu Ak Żoł       | 23 925  | 7,20  |
| Komunistyczna Ludowa Partia Kazachstanu       | 27 362  | 8,23  |
| Ludowo-Demokratyczna Partia Patriotyczna Auył | 4 633   | 1,39  |
| Ogólnonarodowa Partia Socjaldemokratyczna     | 3 363   | 1,01  |
| Birlik                                        | 1 508   | 0,45  |
| Źródło: Centralna Komisj Wyborcza             |         |       |

#### Obwód północnokazachstański
| Partia                                        | Głosy   | %     |
| --------------------------------------------- | ------- | ----- |
| Nur Otan                                      | 261 903 | 82,72 |
| Demokratyczna Partia Kazachstanu Ak Żoł       | 21 685  | 6,85  |
| Komunistyczna Ludowa Partia Kazachstanu       | 21 622  | 6,83  |
| Ludowo-Demokratyczna Partia Patriotyczna Auył | 9 568   | 3,02  |
| Ogólnonarodowa Partia Socjaldemokratyczna     | 1 521   | 0,48  |
| Birlik                                        | 315     | 0,10  |
| Źródło: Centralna Komisj Wyborcza             |         |       |

#### Obwód południowokazachstański
| Partia                                        | Głosy   | %     |
| --------------------------------------------- | ------- | ----- |
| Nur Otan                                      | 918 245 | 82,07 |
| Demokratyczna Partia Kazachstanu Ak Żoł       | 78 879  | 7,05  |
| Komunistyczna Ludowa Partia Kazachstanu       | 73 287  | 6,55  |
| Ludowo-Demokratyczna Partia Patriotyczna Auył | 33 529  | 3,00  |
| Ogólnonarodowa Partia Socjaldemokratyczna     | 13 693  | 1,22  |
| Birlik                                        | 1,223   | 0,11  |
| Źródło: Centralna Komisj Wyborcza             |         |       |

#### Astana
| Partia                                        | Głosy   | %     |
| --------------------------------------------- | ------- | ----- |
| Nur Otan                                      | 263 051 | 85,18 |
| Demokratyczna Partia Kazachstanu Ak Żoł       | 16 055  | 5,20  |
| Komunistyczna Ludowa Partia Kazachstanu       | 21 471  | 7,04  |
| Ludowo-Demokratyczna Partia Patriotyczna Auył | 495     | 0,16  |
| Ogólnonarodowa Partia Socjaldemokratyczna     | 6 423   | 2,08  |
| Birlik                                        | 1 051   | 0,34  |
| Źródło: Centralna Komisj Wyborcza             |         |       |

#### Ałmaty
| Partia                                        | Głosy   | %     |
| --------------------------------------------- | ------- | ----- |
| Nur Otan                                      | 244 980 | 70,10 |
| Demokratyczna Partia Kazachstanu Ak Żoł       | 30 753  | 8,80  |
| Komunistyczna Ludowa Partia Kazachstanu       | 24 917  | 7,13  |
| Ludowo-Demokratyczna Partia Patriotyczna Auył | 9 786   | 2,80  |
| Ogólnonarodowa Partia Socjaldemokratyczna     | 34 912  | 9,99  |
| Birlik                                        | 4 124   | 1,18  |
| Źródło: Centralna Komisj Wyborcza             |         |       |